# イスタパラパ
イスタパラパ（スペイン語: Iztapalapa）は、メキシコシティを構成する16の管轄区域のひとつで、市の東部に位置する。2010年の人口は180万人で、メキシコシティでもっとも人口が多い。
1970年代までは郊外の農村だったが、その後急激に人口が流入し、それは今も続いている。社会経済学的に周縁化しており、清潔な飲料水が充分でない。犯罪は深刻な問題で、主に薬物売買と貧困に原因する。その一方で文化的イベントの行われる地であり、毎年の受難劇には200万人の観衆が集まる。

## 名称
イスタパラパはアステカ時代からある地名に由来する。ナワトル語ではイツタパラパン(Itztapalāpan)といい、文字通りには「水(ātl)の近くの石畳(itztapalli)の場所(-pan)」を意味する。

## 地理
イスタパラパの面積は116.67平方キロメートルで、メキシコシティ東部に位置し、イスタカルコ、ソチミルコ、トラウアック、コヨアカン、ベニート・フアレスと接している。東はメヒコ州と境をなし、文化・経済的に強い連関がある。
平均標高は2,240メートルで、古くから陸上にあった部分と、テスココ湖を干拓した部分に分かれる。いくつかの起伏があり、文化的にはセロ・デ・ラ・エストレージャの丘(2,460m)が、新しい火の祭りが行われた場所として重要である。
メキシコシティの一部になる以前の本来のイスタパラパ市に属するとされる15の地区(barrio)と、その外にある18の地区(pueblo)から構成される。イスタパラパ区から本来のイスタパラパ市を区別するために、2006年にイスタパラパ・デ・クイトラワクという名称が公式に採用された。アステカ第10代皇帝クイトラワクからその名を得ている。

## 人口
2010年の国勢調査によると人口は1,815,768人であり、メキシコシティでもっとも人口が多く、増加速度が速い。単独でエカテペックやグアダラハラを越えるメキシコ最大の人口を持つ。
若者の占める割合が非常に高い。19歳以下が人口の40%、20-34歳が29%を占める。15歳未満が36.5%で、50歳以上は7.6%に過ぎない。
人口の42%強が社会経済学的に周縁化しており、すなわち各種の社会的サービスが受けられない。この割合自体はメキシコシティで最悪というわけではないが、人口が多いためにメキシコシティ全体の周縁化された人々の9%弱がイスタパラパに集中している。
19世紀までイスタパラパは先住民族が大半を占めていたが、人口の流入によってメスティーソが主になった。2005年の段階で約2%が先住民の言語を話し、その94.8%はスペイン語との二言語話者である。これはメキシコシティ全体の平均と同じ水準である。しかしメキシコシティ全体の先住民の25%がイスタパラパに集中している。主要な宗教はカトリックであるが、1990年と比べると1.9%減少している。プロテスタントと福音主義は人口の6%を占め、無宗教は2%未満である。

## 都市化の問題
イスタパラパを含むメキシコシティの東部は20世紀なかばまで貧しい農村だった。1950年代に大規模な都市化と工業化がはじまり、1970年代に大量の人口流入がはじまった。現在、高い人口密度と不十分な社会基盤、高い社会経済学的周縁化が起きている。社会問題にはホームレス、規制のない路上販売、違法建築、性風俗産業に関連する犯罪などがある。2010年の段階で、30%の建築物に1985年のメキシコ地震の被害がまだ残っていた。
イスタパラパの主要な問題に犯罪があり、とくに薬物の売買と盗んだ自動車部品の販売が問題になっている。イスタパラパは強姦、女性に対する暴力、家庭内暴力の率がメキシコシティでもっとも高い。2008年から2010年までにメキシコシティ全体の2割にあたる470件の殺人事件があり、2日に1件が起きていることになる。タクシーやバスの強盗の率ももっとも高い。メヒコ州ネサワルコヨトルに近いため、犯人が司法権から逃がれやすくなっている。ただし、2009年から2010年のあいだに犯罪率が5.41%低下したというレポートがある。
基本的なサービス、とくに飲料水の不足も大きな問題である。一部の地域では水道管が通っておらず、水はトラックで運ばれる。何時間もトラックを待たなければならないこともあり、トラックがハイジャックされることもある。イスタパラパの約96%の家には水道があるが、約50万の住人は供給が不足し、水圧が低く、多くの地域で水質が目に見えるほど悪い。汚染して茶色になった水は「タマリンド水」(agua de tamarindo)と呼ばれる。

## 見どころ

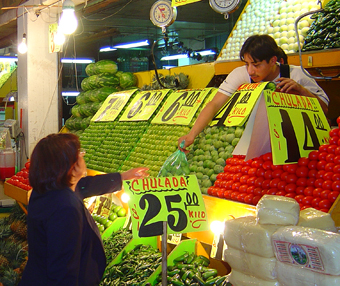
セントラル・デ・アバスト

重要な宗教的な建物にイスタパラパ大聖堂 (es:Catedral de Iztapalapa) とクルワカン修道院跡がある。前者は「小さな洞窟の主」(Señor de la Cuevita)というキリスト像があり、1833年にコレラが大流行したときにこの像に利益があったために毎年感謝の祭を行っていたのが受難劇に発展した。クルワカン修道院はアウグスチノ会によって建設され、洗礼者ヨハネに捧げられた。現在は博物館になっている。
セロ・デ・エストレージャ国立公園は1938年に設立され、メキシコ盆地東部のもっとも重要な自然保護区とされる。面積は1,093ヘクタールである。アステカ時代にはここで新しい火の祭りが行われた。最後に行われたのは1507年である。また受難劇の一部も丘の上で行われる。新しい火の博物館はこの公園の中にあり、1998年に開館した。
セントラル・デ・アバスト (Central de Abasto) は農産物ほかの食料品の主要な卸売市場である。1日に25万人が集まり、328ヘクタールの広さがある。メルセー市場がメキシコシティの需要にたえられなくなったために、それに代わるものとして1970年代に作られた。イスタパラパにはまたメキシコ最大の魚市場であるラ・ヌエバ・ビガ市場 (La Nueva Viga Market) があり、メキシコの海産物の約60%と、輸入品の大部分を流通する。
イスタパラパには1974年に開校したメトロポリタン自治大学のイスタパラパ・キャンパスがある。

## イベント

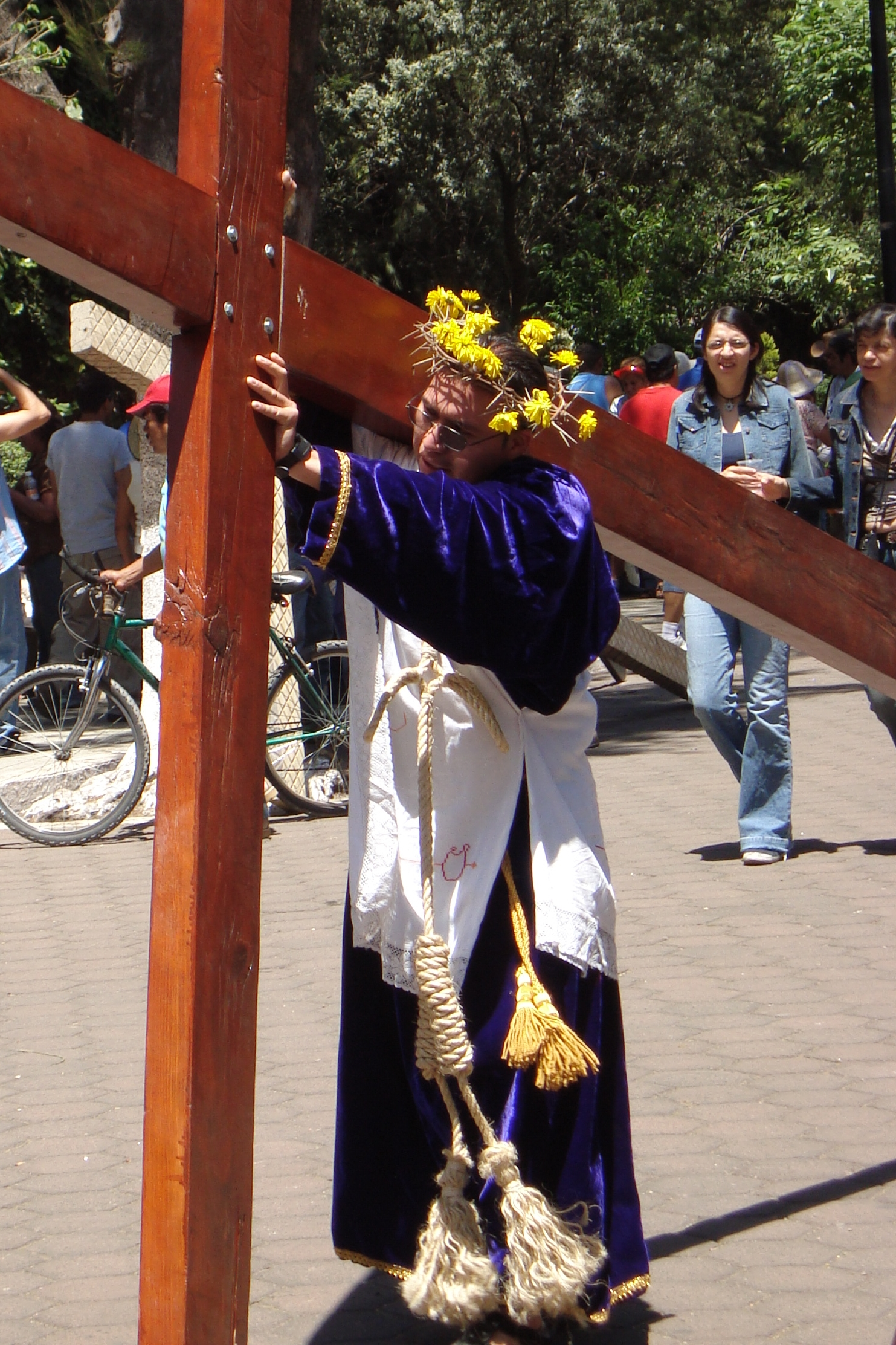
受難劇で十字架を背負う

イスタパラパの受難劇は1833年のコレラの大流行に起源をもつ。感染を終わらせるために「小さな洞窟の主」(Señor de la Cuevita)という名前のキリスト像までの行列を行った。疫病が終わったことは奇蹟と考えられ、このキリスト像に対するさまざまな祭儀が出現した。受難劇はそのひとつである。受難劇は450人が演じ、200万人が観衆として集まり、2000人の警察が警備にあたる。もっとも混雑するのは聖金曜日だが、劇のはじまる枝の主日でも4万人が集まる。枝の主日から復活祭まで、イエスの生涯のさまざまな情景が再現される。
新しい火の祭り(Festival del Fuego Nuevo)は毎年11-12月に開催されるイベントであり、音楽・踊り・映画・美術の展示などが行われる。アステカ時代に52年に1度行われていた祭から名前を取っているが、現代の祭はこの地の過去と現在にささげられた文化祭である。

## 交通
20世紀はじめまで、湖や運河を船で通行するのが主だったが、現在は外部環状道路(Anillo Periférico)、内環状道路(Circuito Interior)、およびエヘ（Eje、軸）と呼ばれる幹線道路群などが発達している。1日に8万台の車両が通行し、メキシコシティで2番目に交通量が多い。公共交通にはトロリーバス、路線バス、タクシー、自転車タクシーなどがある。メキシコシティ地下鉄の8・A・12号線が通っている
。

## 歴史

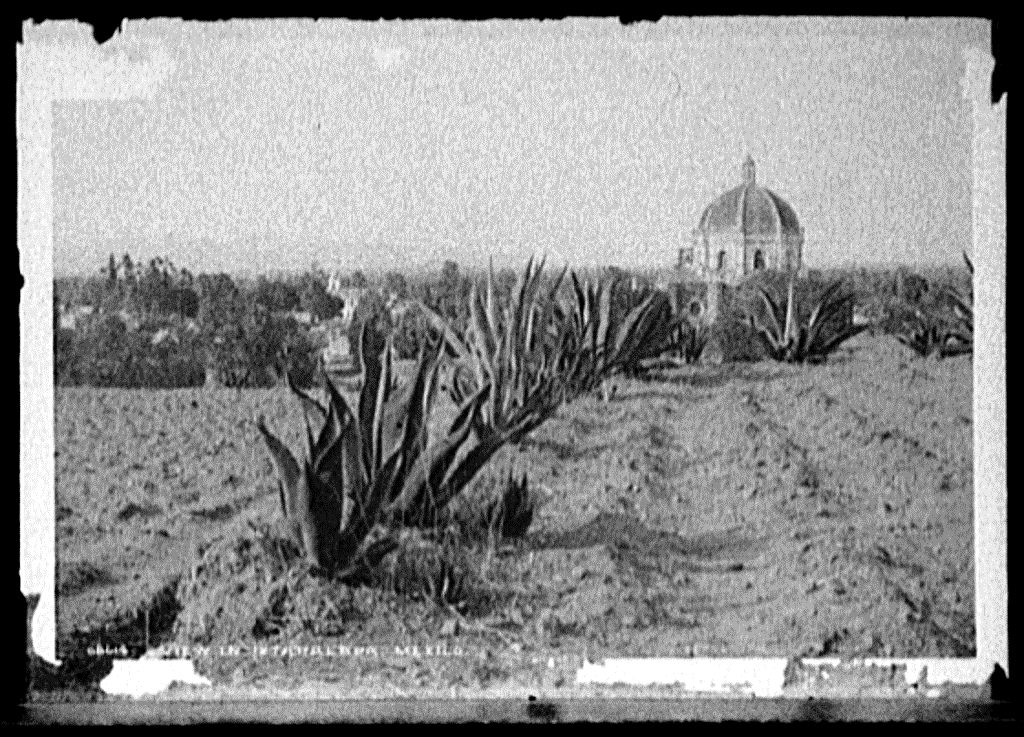
19世紀末のイスタパラパ

ソチミルコやトラウアックと同様、イスタパラパは最初は湖の岸の村で、チナンパ農業を行っていた。当時この一帯は湖に突き出した半島であった。半島の最初の都市はセロ・デ・ラ・エストレージャの丘の南のコルワカンだった。チナンパは1970年にセントラル・デ・アバストが作られるまでは残っていた。
伝説によると14世紀にメキシコ盆地にやってきたメシカはコルワカンの支配地に住むことを許されたが、その後追いだされて湖の西部にある島へ追いやられ、そこにテノチティトランを築いた。アステカ帝国時代にセロ・デ・ラ・エストレージャは52年ごとの新しい火の祭を行う場所として重要だった。テノチティトランとイスタパラパを結ぶ約8キロメートルの堤道は1429年にイツコアトルによって建設された。
スペイン人が神殿を破壊した後、アウグスチノ会とフランシスコ会は教会と修道院を建てた。植民地時代を通じてイスタパラパは辺地であり、主に農産物や花の生産と湖や運河の交通によって知られていた。
メキシコ独立革命後、1824年にメキシコシティ連邦区が成立し、イスタパラパはその一部になったものの、自治的な集落であり続けた。1828年にはメキシコシティ本体とは別のムニシピオとされた。19世紀のイスタパラパは湖と運河が主な交通路だったが、世紀の終わりには湖のほとんどは干拓されて消滅し、小さな運河も消えた一方、メシカルツィンゴ運河は蒸気船を走らせるために幅が拡張された。運河は20世紀なかばまで残っていた。
工業化は1890年代にはじまっていたものの、1950年代までは農業が主要な産業だった。1940年代になるとメキシコシティのスプロール現象がイスタパラパに達し、農業より工業を好んだ政府によってその傾向は促進された。
メキシコシティ連邦区の構成はしばしば変更されたが、今のイスタパラパ区は1928年に成立した。
1970年代にはいると国内各地の人々がイスタパラパに移住するようになり、多数の大規模な集合住宅が建設された。1980年までにすべての土地が市街地化されたが、その後も人口は増えつづけた。2000年にはメキシコシティの人口の20%がイスタパラパに集中した。